# Халилзаде, Тамкин Шаиг оглы
Тамкин Шаиг оглы Халилзаде (азерб. Xəlilzadə Təmkin Şaiq oğlu; 6 августа 1993, Баку, Азербайджан) — азербайджанский футболист, полузащитник сборной Азербайджана.

## Биография
Тамкин Халилзаде пришёл в футбол в возрасте 10 лет. Учился азам футбола в детской секции команды «Худаферин» у тренера Эльбруса Мамедова.
Профессиональную карьеру футболиста начал в 2011 году с выступления в клубе «Карабах» Агдам. Является воспитанником Футбольной Академии ФК «Карабах» Агдам. Летом 2014 года переходит в клуб азербайджанской Премьер-лиги «АЗАЛ» из города Баку. Дебютирует в составе «летчиков» в Премьер-лиге 9 августа 2014 года, в домашнем матче I тура против ФК «Хазар-Ленкорань». В июле 2015 года переходит в стан дебютанта Премьер-лиги ФК «Зиря».

## Статистика
Статистика выступлений в чемпионате Азербайджана по сезонам:
| № | Сезон       | Клуб      | Игр | Голов | Игр в запасе |
| - | ----------- | --------- | --- | ----- | ------------ |
| 1 | 2011 / 2012 | «Карабах» | 0   | 0     | 2            |
| 2 | 2012 / 2013 | «Карабах» | 0   | 0     | 3            |
| 3 | 2013 / 2014 | «Карабах» | 4   | 0     | 4            |
| 4 | 2014 / 2015 | «АЗАЛ»    | 23  | 0     | 0            |
| 5 | 2015 / 2016 | «Зиря»    | 1   | 0     | 0            |

### Кубок
В Кубке Азербайджана провел нижеследующие игры:
| № | Сезон   | Клуб   | Игр | Голов | Игр в запасе |
| - | ------- | ------ | --- | ----- | ------------ |
| 1 | 2014/15 | «АЗАЛ» | 2   | 0     | 2            |

## Матчи за сборную
| №  | Дата             | Оппонент          | Счёт | Голы | Пасы | Карточки | Минуты | Соревнование                |
| -- | ---------------- | ----------------- | ---- | ---- | ---- | -------- | ------ | --------------------------- |
| 1  | 9 апреля 2017    | Сан-Марино        | 5:1  | —    | 1    | —        | 90'    | Отбор ЧМ-2018 (группа С)    |
| 2  | 8 октября 2017   | Германия          | 1:5  | —    | 1    | —        | 90'    | Отбор ЧМ-2018 (группа С)    |
| 3  | 30 января 2018   | Молдова           | 0:0  | —    | —    | —        | 29'    | Товарищеский матч           |
| 4  | 5 июня 2018      | Казахстан         | 0:3  | —    | —    | 35'      | 90'    | Товарищеский матч           |
| 5  | 9 июня 2018      | Латвия            | 3:1  | —    | —    | —        | 25'    | Товарищеский матч           |
| 6  | 7 сентября 2018  | Косово            | 0:0  | —    | —    | —        | 29'    | Лига наций 2018/19 (Лига D) |
| 7  | 10 сентября 2018 | Мальта            | 1:1  | 26′  | —    | —        | 90'    | Лига наций 2018/19 (Лига D) |
| 8  | 14 октября 2018  | Мальта            | 1:1  | —    | —    | —        | 45'    | Лига наций 2018/19 (Лига D) |
| 9  | 17 ноября 2018   | Фарерские острова | 2:0  | —    | —    | —        | 90'    | Лига наций 2018/19 (Лига D) |
| 10 | 20 ноября 2018   | Косово            | 0:4  | —    | —    | 60'      | 90'    | Лига наций 2018/19 (Лига D) |
| 11 | 25 марта 2019    | Литва             | 0:0  | —    | —    | —        | 88'    | Товарищеский матч           |
| 12 | 6 сентября 2019  | Уэльс             | 1:2  | —    | —    | —        | 17'    | Отбор ЧЕ-2020 (группа E)    |
| 13 | 9 сентября 2019  | Хорватия          | 1:1  | 72′  | —    | 69'      | 45'    | Отбор ЧЕ-2020 (группа E)    |
| 14 | 9 октября 2019   | Бахрейн           | 3:2  | 62′  | —    | —        | 45'    | Товарищеский матч           |
| 15 | 13 октября 2019  | Венгрия           | 0:1  | —    | —    | —        | 66'    | Отбор ЧЕ-2020 (группа E)    |

Итого: сыграно матчей: 15 / забито голов: 3; победы: 4, ничьи: 6, поражения: 5.

## Достижения
«Карабах»
- Чемпион Азербайджана: 2013/2014.